# Вакуумування свердловин
Вакуумування свердловин (рос. вакуумирование скважин, англ. evacuation of a hole; нім. Bohrlochvakuumierung) — спосіб збільшення дебіту гідрогеологічних свердловин у породах з низькими фільтраційними властивостями за рахунок створення в них вакууму. В.с. здійснюється шляхом підключення забивних і дренажних свердловин до вакуумного колектора, в якому розрідження підтримується вакуумною установкою. Для деяких свердловин вакуумний ефект може доповнюватися аеруючими свердловинами, якими повітря надходить в гірські породи, що розташовані вище депресійної поверхні підземних вод. В.с. приблизно в 2,5 рази збільшує їх дебіт.